# Église des Saints-Anges-Gardiens de Saint-Maurice
Pour les articles homonymes, voir Église des Saints-Anges-Gardiens.
L’église des Saints-Anges-Gardiens est une église paroissiale de culte catholique, située dans la commune française de Saint-Maurice et le département du Val-de-Marne,.

## Situation
Cette église se situe dans le quartier de Gravelle.

## Histoire
L'église des Saints-Anges-Gardiens de Saint-Maurice fut construite grâce à une souscription communale ouverte dans les années 1930. C’est un des premiers édifices construits par les Chantiers du Cardinal. Elle a été labellisée « Patrimoine du XXe siècle » en 2011.

## Description
Les fresques du chœur, datant de 1946, et qui représentent les anges missionnaires de l’Ancien Testament, sont l’œuvre de Nicolas Untersteller.